# Igualtat davant la llei
La igualtat davant la llei és un principi de dret que fa part dels drets humans que assegura que la llei s'aplicarà de la mateixa manera per a tots els ciutadans, sense discriminació exercida per raó de sexe, raça, orígens ètnics o socials, característiques genètiques, llengua, religió o conviccions, opinions polítiques o de qualsevol altre tipus, pertinença a una minoria nacional, patrimoni, naixement, discapacitat, edat o orientació sexual. El principi prohibeix la discriminació i qualsevol incitació a la discriminació i ha de garantir una igualtat de justícia en cas de litigi o de crim.
El principi es desenvolupà durant la il·lustració al segle xvii. S'inscrigué per primera vegada en la Constitució dels Estats Units que el 1787 instaurà una democràcia liberal. És la segona part del lema de la revolució francesa: llibertat, igualtat, fraternitat. Això significa una ruptura conceptual enorme amb l'antic règim fundat en l'inegalitat davant la llei segons el seu estament, la seva religió, la seva descendència familiar o altres privilegis, justificada a Occident pel concepte religiós del cos místic de Jesucrist segons el qual una societat, a la manera d'un cos, no pogués funcionar si tots els òrgans fossin iguals. L'Estat només ha de crear les condicions bàsiques, cadascú ha nascut igual i és lliure en la seva recerca de la felicitat, the pursuit of happiness com s'escriu en la Declaració d'Independència dels Estats Units d'Amèrica.
La igualtat implica certes restriccions a posteriori: individus poden adquirir drets diferenciats tot i previlegis que depenen de les circumstàncies o activitats: estudis, professió, experiència, propietat, drets socials... Es comprèn que tothom en les mateixes circumstàncies té la igualtat i que l'Estat ha d'assegurar les condicions perquè tothom pugui adquirir aquests drets. Per exemple: no tothom pot exercir una funció pública donada, però l'Estat ha de garantir que cap persona s'exclou de les proves de selecció per raons discriminatòries a priori (sexe, raça, religió...). Es parla d'una igualtat d'oportunitats i el concepte pot eixamplar-se a altres drets considerats com fonamentals (salut, educació, habitatge, mobilitat, defensa jurídica...) que haurien de ser iguals, independentment de la seva classe social o recursos financers.
Entre el principi i la seva realització sempre hi ha una tensió: així la igualtat davant la llei de les dones, els esclaus, els gais, els afroamericans i tants altres grups només va adquirir se després de lluites socials de vegades aspres i llargues.

## La igualtat en la Declaració Universal dels Drets Humans
Està precisat en l'article 7 de la Declaració Universal dels Drets Humans i està integrada a la majoria de codis civils i constitucions. És un principi fonamental per garantir la separació de poders i la justícia, per això el defensen els partidaris de diferents ideologies polítiques, tot i que va néixer amb el liberalisme. Aquest dret intenta evitar la discriminació per part de les autoritats.
Durant l'any europeu dels ciutadans (2013) s'ha sensibilitzat particularment a la realització de la igualtat entre homes i dones i el dret d'asil per persones que corrin un risc greu de ser sotmès a pena de mort, a tortura o a altres penes o tractes inhumans o degradants.

## A Espanya i Catalunya
Segons l'article 14 al capítol Drets i llibertats de la Constitució Espanyola de 1978: «Els espanyols són iguals davant la llei, sense que pugui prevaler cap discriminació per raó de naixença, raça, sexe, religió, opinió o qualsevol altra condició o circumstància personal o social.» L'article 4 de l'Estatut d'Autonomia de Catalunya de 2006 estipula l'obligació de promoure la llibertat i la igualtat de conformitat amb la Declaració Universal, les normes europees i la constitució espanyola:
| « | 4.2 Els poders públics de Catalunya han de promoure les condicions perquè la llibertat i la igualtat dels individus i dels grups siguin reals i efectives; han de facilitar la participació de totes les persones en la vida política, econòmica, cultural i social, i han de reconèixer el dret dels pobles a conservar i desenvolupar llur identitat. 4.3 Els poders públics de Catalunya han de promoure els valors de la llibertat, la democràcia, la igualtat, el pluralisme, la pau, la justícia, la solidaritat, la cohesió social, l'equitat de gènere i el desenvolupament sostenible. | » |